# Gørlev
Gørlev er en by på Nordvestsjælland med 2.378 indbyggere  (2024), beliggende 7 km nordvest for Høng, 19 km nord for Slagelse og 20 km syd for Kalundborg. Byen ligger i Kalundborg Kommune og hører til Region Sjælland.
Gørlev ligger i Gørlev Sogn, og Gørlev Kirke ligger i byen.

## Historie
I kirkens våbenhus findes Gørlevstenene, to runesten fra Vikingetiden med bl.a. det fuldstændige runealfabet. De overgås i Danmark kun af Jellingstenene.
Omkring 1870 beskrives byen således: "Gjørlev med Kirken, Skole samt en Haandgjerningsskole for Piger, en Gaard (oprindelig Præstegaard) af 136 Td. L. med 16 Tdr. Htk., en Veirmølle".

### Jernbanen
Gørlev Station er anlagt i 1898, da Slagelse-Værslev-banen blev etableret. Allerede før 1898 var der dog sket en vis bydannelse, især langs Kalundborg-vejen nord for vejgaffelen. I 1896 fandtes der farveri, bageri, købmandshandel, maskinfabrik og andelsmejeri samt – sydvest for byen – en vindmølle. Med baneanlægget opstod en vis bebyggelse øst for og omkring stationen med hotel, valgmenighedskirke m.v.
Stationen og banen Gørlev-Værslev blev nedlagt i 1971, men strækningen Høng-Gørlev var godsbane indtil 1994.. Nu kører Vestsjællands Veterantog, der er en del af Dansk Jernbane-Klub, på denne strækning.
Stationsbygningen er bevaret på Jernbanegade 3. Skinnerne blev taget op i 1992, og 14 km af banens tracé er nu en del af Værslevstien fra Østerled i Gørlev til øst for Værslev, hvor stien drejer mod vest til Kalundborg.

### Gørlev Sukkerfabrik
En afgørende vækstperiode for byen indtrådte i 1912-13 med opførelsen af Sukkerfabrikken Vestsjælland (fra 1934 overtaget af De Danske Sukkerfabrikker som Gørlev Sukkerfabrik). Der blev anlagt et stort smalsporsbanenet (700 mm) syd og nord for Gørlev. I 1922 dækkede banen 92 km hovedspor, i 1943/44 vokset til den maksimale længde på ca. 102 km. Den 21 km lange "Nordbane" udgik fra sukkerfabrikken og løb mod nord, øst om Svallerup, så nordvestpå om mosen ved Oksemosegård og vest om Årby, for til sidst at løbe vestpå til Lerchenborg på Asnæs syd for Kalundborg og helt ud til Hedvigslyst. Modsat andre danske roebaner blev baneanlægget anlagt på eget areal. Roebanerne blev nedlagt i begyndelsen af 1960'erne til fordel for lastbiltransport.
Sukkerfabrikkens bygninger med den tilhørende klynge af funktionærboliger dominerer fortsat den sydøstlige del af byen. Sukkerfabrikken var en af jernbanens største kunder og supplerede jernbaneskinnerne med robanen. Efter åbningen af Hørve-Værslev Jernbane i 1918 kørte der under roekampagnen også et dagligt godstog fra Odsherred med sukkerroer til Gørlev.
En del af sukkerfabrikkens bygninger blev i juni 2008 revet ned.

### Biografen
De første filmforevisninger i Gørlev fandt sted på det nu nedrevne Gørlev Hotel, der blev opført på Søndre Allé 18 i 1897. Omkring 1913 blev byens første rigtige biograf åbnet på Algade 19. Indehaveren Cilius Petersen rejste rundt til flere nabobyer og viste film i bl.a. Høng og Ruds Vedby, og i 1916 opførte han Biografen på Østerled 25. Den fik i starten af tyverne navneforandring til Kinoteater og havde gennem årene fem forskellige ejere indtil Gørlev Kommune i 1987 købte ejendommen. Året efter blev den åbnet som medborgerhuset Den Gamle Biograf, hvor der nu bl.a. er filmklub.

### Kommunalreform
Gørlev var hovedby i Gørlev Kommune, der med kommunalreformen i 2007 blev en del af Kalundborg Kommune. Martin Damm fra Gørlev har fra 2010 været den nye Kalundborg Kommunes borgmester.